# Ava (Missouri)
Ava é uma cidade localizada no estado americano de Missouri, no Condado de Douglas.

## Demografia
Segundo o censo americano de 2000, a sua população era de 3021 habitantes. 
Em 2006, foi estimada uma população de 3115, um aumento de 94 (3.1%).

## Geografia
De acordo com o United States Census Bureau tem uma área de 
8,0 km², dos quais 8,0 km² cobertos por terra e 0,0 km² cobertos por água. Ava localiza-se a aproximadamente 391 m acima do nível do mar.

## Localidades na vizinhança
O diagrama seguinte representa as localidades num raio de 36 km ao redor de Ava. 